# William Pittenger (Soldat)

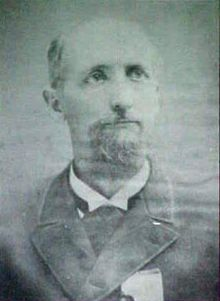
William Pittinger in den 1860er Jahren.

William Pittenger (* 31. Januar 1840 in Jefferson County, Ohio; † 24. April 1904 in Fallbrook, San Diego County, Kalifornien) war Soldat der Unionsarmee und Schriftsteller. Er war am Andrews-Überfall beteiligt, über dessen Verlauf er in seinem Buch The Great Locomotive Chase berichtete. 
1861 diente er für drei Monate im Zweiten Infanterie-Regiment von Ohio. Im selben Jahr wurde er in den Rang eines Korporals erhoben. Wenige Monate später, im März 1862, erfolgte die Beförderung zum Sergeant. 
Am 12. April 1862 nahm er am Andrews-Überfall teil. Der Plan, mit einer gestohlenen Lokomotive die Telegrafen- und Bahnverbindung der Konföderierten lahmzulegen, scheiterte. Am 15. April geriet er in Gefangenschaft, kam jedoch im Zuge eines Gefangenenaustauschs wieder frei. Als einer der wenigen Überlebenden des Andrews-Überfalls wurde ihm – wie anderen Beteiligten – die Medal of Honor verliehen. Am 14. August 1863 wurde er wegen Arbeitsunfähigkeit aus der Armee entlassen. 
Mit seiner Frau Wilhelmina Clyde Osborne, die er am 17. Mai 1864 heiratete, hatte er sechs Kinder. Die Geschichte des Überfalls beschrieb er in mehreren Büchern. Diese dienten später den Verfilmungen der historischen Verfolgungsjagd durch Buster Keaton (Der General, 1926) und den Walt Disney Pictures (In geheimer Mission, 1956) als Vorlage.